# Arycanda infans
Arycanda infans är en fjärilsart som beskrevs av W. Warren 1907. Arycanda infans ingår i släktet Arycanda och familjen mätare. Inga underarter finns listade i Catalogue of Life.